# Tvegata
Tvegata är en ö i Åland (Finland). Den ligger i Skärgårdshavet och i kommunen Lumparland i landskapet Åland, i den sydvästra delen av landet. Ön ligger omkring 21 kilometer öster om Mariehamn och omkring 260 kilometer väster om Helsingfors.
Öns area är 19,7 hektar och dess största längd är 0,7 kilometer i nord-sydlig riktning.